# 突尼斯國徽
突尼西亞國徽啟用於1963年，為金地盾形。上方為帆船，左下為天秤，右下為持劍的獅子。飾帶上以阿拉伯語書國家格言「自由、秩序、正義」。盾的上方有新月抱星的圖案。